# Ельгісер Йосип Мойсейович
Ельгісер Йосип Мойсейович (29 грудня 1929, Нова Жучка (передмістя Чернівців) — 24 травня 2014, Чернівці) — український піаніст, композитор, концертмейстер, педагог, музичний громадський діяч. Заслужений діяч мистецтв України, володар Золотої медалі ЮНЕСКО та звання «Золоте ім'я світової культури».

## Біографія
Народився в передмісті Чернівців Новій Жучці (тепер — частина міста) у родині ремісника-столяра. З п'ятирічного віку навчався грі на фортепіано. До 1940 року успішно закінчив 5 класів місцевої румунської школи. Під час окупації Буковини німецькими військами у 1943 році потрапив з сім'єю до концтабору (с. Мар'янівка, Вінницької обл.), перебував у гетто в м.Копайгороді, Вижив завдяки умінню малювати ікони для місцевого населення. Звільнений в березні 1944 року радянськими військами, повернувся в Чернівці.
Закінчивши з відзнакою Садгірську середню школу, Йосип навчався в Чернівецькому медінституті (1948–1955). Паралельно закінчив фортепіанний відділ Чернівецького музичного училища (1950–1952). З 1955 по 1961 рік працював лікарем-хірургом Грозинської дільничної лікарні (Хотинський район Чернівецької області).
З 1960 по 1965 рік навчався в Київській консерваторії їм. П.Чайковського. На 2-му курсі консерваторії став викладачем Чернівецького музичного училища (нині училище мистецтв ім. С.Воробкевича), в якому пізніше почав працювати і працював майже 50 років. Викладав музично-теоретичні предмети, викладав методику гри на фортепіано.
Ним написано ряд підручників, складено російсько-український музичний словник. За цей час він виховав плеяду талановитих піаністів. Нагороджений знаком «Відмінник освіти України» (1999). Виконавською практикою займався з дитинства. Виступав як піаніст у Чернівцях, Києві, Москві, Румунії та Болгарії, як соліст (піаніст) з симфонічним оркестром Чернівецької філармонії та Київської консерваторії. Акомпанував відомим виконавцям Д.Гнатюку, М.Стеф'юк, З.Долухановій, І.Ойстраху, А.Солов'яненку, М. Ростроповичу, О. Крисі, П. Кармалюку та багатьом іншим.
Найвизначнішою роботою останніх літ стало виконання 27 історичних концертів, присвячених фортепіанній музиці — від Баха до Скрябіна. Впродовж двох років маестро зіграв 443 твори відомих композиторів. Вів велику дослідницьку роботу. Автор статей до «Українського музичного словника».
Захопленням маестро став пошук імен несправедливо забутих буковинських митців: звідусіль привозив невідомі або забуті твори великих композиторів. Його колекція налічує чималу кількість рідкісних партитур, серед яких багато раритетних. З 1952 року Ельгісер був членом обласного об'єднання композиторів. В 1998 році став членом Національної Всеукраїнської музичної спілки, з 2002 року Ельгісер член Спілки композиторів України. У 2004 році став Заслуженим діячем мистецтв України та заслуженим діячем європейської культури України, Відмінником освіти України, почесним членом правління товариства ім. Ф. Шопена та товариства ім. Ф.Ліста.
У 2000 р. ім'я Йосипа Ельгісера занесено на «Алею зірок» в місті Чернівці. Жив і працював у Чернівцях.
Помер 24 травня 2014 року, похований у Чернівцях.

## Творчість
- Автор 70 пісень, романсів і хорових творів, понад 200 інструментальних та оркестрових творів.

Багато творів опубліковані в музичних збірниках «Буковина в піснях», «Буковинський розмай», «Буковинські самоцвіти», «На оновленній землі», «Грай трембіто», «Буковинські віночки», «Від Дністра до Черемошу», «Буковинська естрада» та ін.
- За 2000—2003 роки вийшли з друку 7 томів творів Йосипа Ельгісера. Це пісні для хору і сольного виконання, романси, фортепіанні твори, твори для струнних, духових і народних інструментів, камерні ансамблі (всього близько 250).
- В 2002 році в Австрії вийшов компакт-диск «Музика з Буковини» (виконання і редакція Й. Ельгісера).

## Публікації
- Эльгисер Й. Єврейськая фортепианная музыка: обработка еврейских народних песен — Чернівці: Золоті литаври,2004.- 100 с.
- Ельгісер Й. М. Я буковинець; пісні, романси, хорові твори, обробки буковинських народних пісень. — Чернівці: Золоті литаври, 2000. — 104 с.
- Ельгісер Й. М.Я буковинець: фортепіанні твори, пісні та романси / Йосип Ельгісер. — Чернівці: Золоті литаври, 2000. — Вип. 2. — І12с.
- Ельгісер Й. М.Я буковинець: фортепіанні твори, пісні та романси. — Чернівці: Золоті литаври, 2001. — І10 с.
- Ельгісер Й. М. Я буковинець: твори для фортепіано. Вип. 6. — Чернівці: Золоті литаври, 2002. — 244 с.: іл.
- Золоті акорди Буковини: Фортепіанні твори про Буковину та пісні про столицю краю Чернівці / за ред. упоряд. та передмова Й. Ельгісера. — Чернівці: Місто, 2001.- 169 с.
- MU8ІК aus der Bukowina / Josef. Oehlgesser, Klavier: CD-ROM.- УУісп: Wien: Soni DADC Austria, 2002.

## Нагороди
- Дипломант першого українського конкурсу піаністів ім. М.Лисенка;
- Лауреат обласної літературно-мистецької премії ім. С.Воробкевича (1998);
- Відмінник освіти України (2004);
- Заслужений діяч мистецтв України (2004);
- Заслужений діяч європейської культури України (2004);
- Міжнародна Золота медаль ЮНЕСКО (1999);
- Звання «Золоте ім'я світової культури» (1999);
- У 2000 р. ім'я Йосипа Ельгісера занесено на «Алею зірок» в м. Чернівці.